# ラカポシ山
ラカポシ山（ラカポシさん、ウルドゥー語: راکا پوشئ）は、パキスタン北部、カラコルム山脈西部にあるラカポシ山脈の主峰である。標高は7,788メートルであり、西北西から東南東に走るカラコルム山脈の西端に近く、ギルギット川支流のフンザ川東岸に位置している。
ラカポシ山は、古くから1892年のコンウェーをはじめとするカラコルムの先駆的探検家たちに注目されていた。本格的な登山は、1938年に北西稜を登路として行われたが、約6000メートルに達したに過ぎなかった。1947年、1954年、1956年に南西側の登攀から試みられ、1958年6月にイギリスとパキスタンの合同登山隊が初登頂に成功した。
山名はこの地方の伝説上の人物にちなみ「ラカの物見台」を意味するといわれ、また「雲の首飾」の意のドゥマニ (Dumani) の名で呼ばれることもある。